# Europa Clipper
Europa Clipper (cunoscută anterior drept Europa Multiple Flyby Mission) este o sondă spațială dezvoltată de NASA pentru a studia Europa, o lună galileană a lui Jupiter. A fost lansată la 14 octombrie 2024. Nava spațială va folosi asistență gravitațională de pe Marte la 1 martie 2025, și de pe Pământ la 3 decembrie 2026, înainte de a ajunge pe Europa în aprilie 2030. Nava spațială va efectua apoi o serie de survoluri ale Europei în timp ce se află pe orbita lui Jupiter.
Europa Clipper va efectua studii de urmărire a observațiilor făcute de nava spațială Galileo pe parcursul celor opt ani pe orbita lui Jupiter, care au indicat existența unui ocean sub scoarța de gheață a Europei. 
Planurile de trimitere a unei nave spațiale spre Europa au fost concepute inițial cu proiecte precum Europa Orbiter și Jupiter Icy Moons Orbiter, în care o navă spațială ar fi injectată pe orbită în jurul Europei. Cu toate acestea, din cauza efectelor adverse ale radiațiilor din magnetosfera lui Jupiter, s-a decis că ar fi mai sigur să se injecteze o navă spațială într-o orbită eliptică în jurul lui Jupiter și să se facă 44 de survoluri apropiate ale satelitului. Misiunea a început ca o investigație comună între Jet Propulsion Laboratory și Laboratorul de Fizică Aplicată.
Misiunea va completa lansarea lui Jupiter Icy Moons Explorer de către ESA în 2022, care va zbura pe lângă Europa de două ori și pe lângă Callisto de mai multe ori înainte de a se deplasa pe orbită în jurul lui Ganymede. Orbitorul Europa Clipper va fi construit și fabricat cu o sarcină utilă științifică de nouă instrumente,  de JPL, Laboratorul de Fizică Aplicată (APL), Southwest Research Institute, Universitatea Texas din Austin, Arizona State University și Universitatea Colorado din Boulde.

## Obiective

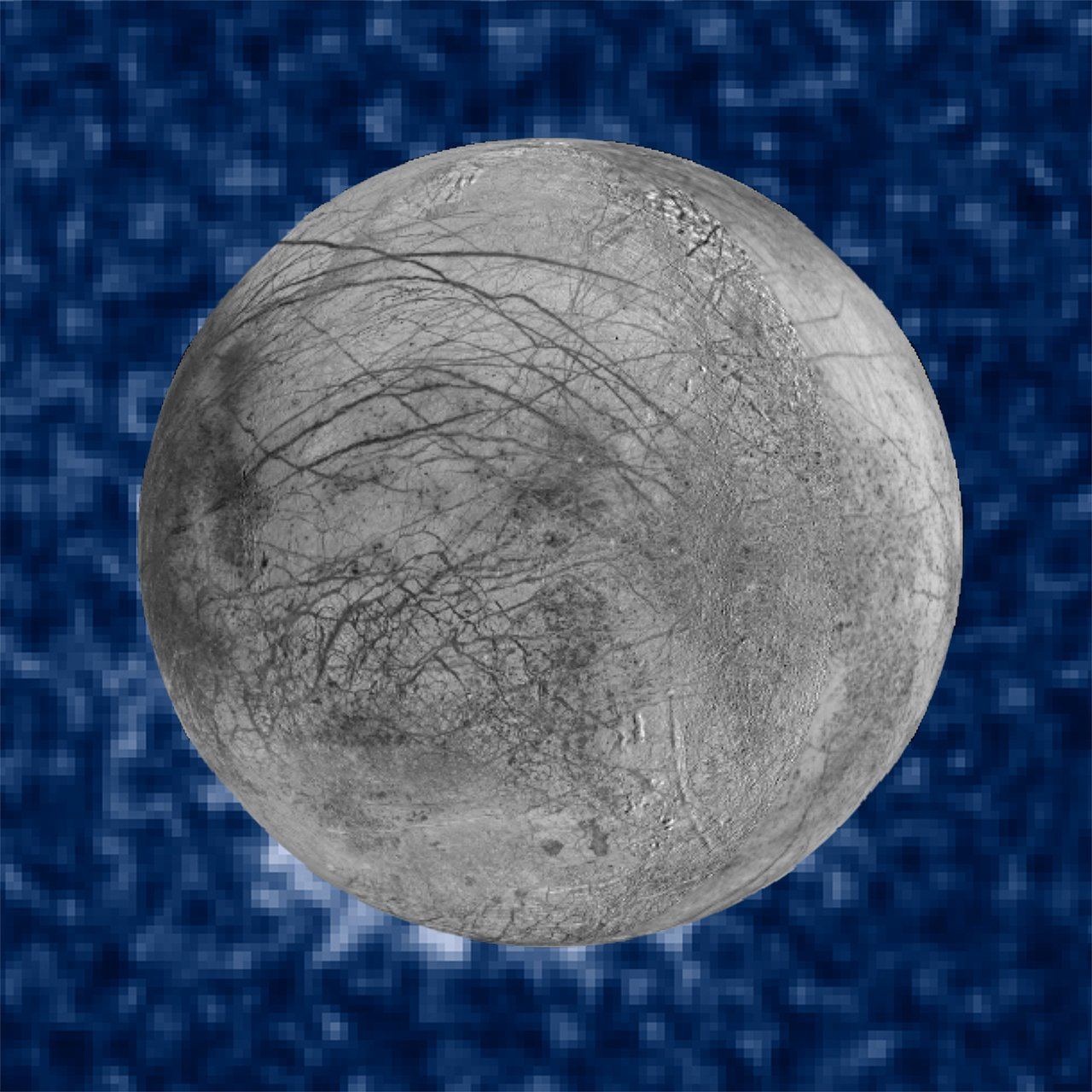
Foto compozit al locurilor cu apă suspectate pe Europa.

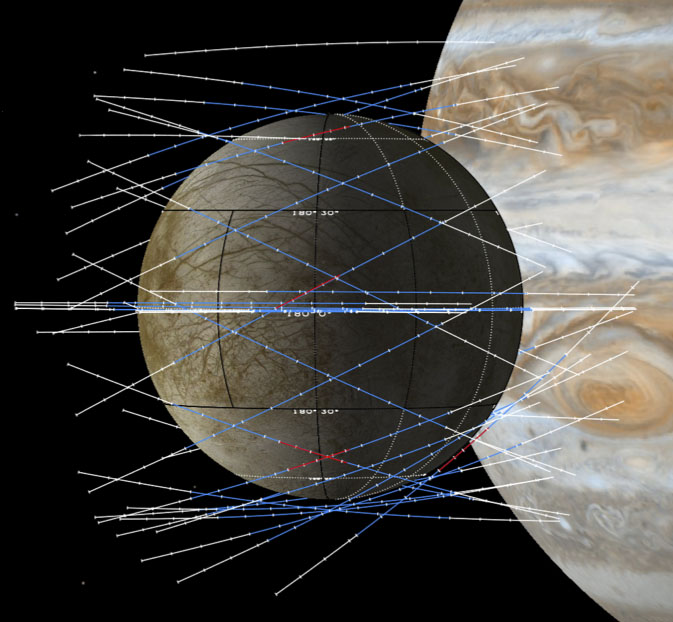
Conceptul de a realiza o acoperire global-regională a Europei în timpul survolurilor succesive.

Obiectivele Europa Clipper sunt explorarea satelitului Europa, cercetarea locuibilității în selecția unui sit de aterizare pentru viitorul Europa Lander. Această explorare este axată pe înțelegerea celor trei cerințe principale pentru viață: apă lichidă, chimie și energie. Mai precis, obiectivele de studiat sunt:
- Stratul de gheață și ocean: Confirmarea existenței și caracterizarea naturii apei și a proceselor de schimb suprafață-gheață-ocean.
- Compoziție: Distribuția și chimia compușilor cheie și legăturile cu compoziția oceanelor
- Geologie: Caracteristicile și formarea suprafeței, inclusiv a locurilor cu activitate recentă sau actuală

## Proiectare și construcție

### Instrumente științifice
Misiunea Europa Clipper este echipată cu o suită sofisticată de 9 instrumente pentru a studia interiorul și oceanul Europei, geologia, chimia și locuibilitatea. Componentele electronice vor fi protejate de radiațiile intense printr-un scut de aluminiu și titan de 150 kg. Sarcina utilă și traiectoria navei spațiale pot fi modificate pe măsură ce proiectul misiunii se maturizează. Cele nouă instrumente științifice pentru orbitor, anunțate în mai 2015, au o masă totală estimată de 82 kg și sunt enumerate mai jos:
| Nume instrument                                                 | Abr.         | Descriere și obiective științifice |
| --------------------------------------------------------------- | ------------ | --- |
| Europa Thermal Emission Imaging System                          | E-THEMIS     | Detectorul de căldură E-THEMIS va oferi imagini multispectrale de înaltă rezoluție spațială a Europei în benzile cu infraroșu mijlociu și cu infraroșu îndepărtat pentru a ajuta la detectarea locurilor active, cum ar fi jeturile de apă evacuate de satelit. Acest instrument este derivat din instrumentul THEMIS de pe orbitorul 2001 Mars Odyssey. - Investigator principal: Philip Christensen, Universitatea de Stat din Arizona |
| Mapping Imaging Spectrometer for Europa                         | MISE         | Acest spectometru de imagistică aproape infraroșu va sonda compoziția de suprafață a Europei, va identifica și cartografia distribuțiile de substanțe organice (inclusiv aminoacizi și tholin), săruri, hidrați de acid, apa în diferitele sale faze și alte materiale. Pe baza acestor informații, oamenii de știință se așteaptă să poată relaționa compoziția suprafeței satelitului cu locuibilitatea oceanului, practic va oferi indicii despre posibilitatea ca oceanul de pe satelitul lui Jupiter să poarte viață. MISE este construit în colaborare cu Laboratorul de Fizică Aplicată (APL) al Universității Johns Hopkins. - Investigator principal: Diana Blaney, Jet Propulsion Laboratory |
| Europa Imaging System                                           | EIS          | Camerele EIS cu unghi larg și spectru vizibil vor cartografia cea mai mare parte a Europei la o rezoluție de 50 m și va oferi imagini ale suprafețelor selectate la o rezoluție de o sută de ori mai mare. - Investigator principal: Elizabeth Turtle, Laboratorul de Fizică Aplicată |
| Europa Ultraviolet Spectrograph                                 | Europa - UVS | Instrumentul Europa - UVS va putea detecta jeturile mici de apă și va furniza date valoroase despre compoziția și dinamica exosferei satelitului. Investigatorul principal, Kurt Retherford, a făcut parte dintr-un grup care a descoperit jeturile care izbucnesc din Europa în timp ce folosea Telescopul spațial Hubble în spectrul UV. - Investigator principal: Kurt Retherford, Southwest Research Institute |
| Radar for Europa Assessment and Sounding: Ocean to Near-surface | REASON       | REASON este un instrument radar cu dublă frecvență care pătrunde în gheață, conceput pentru a caracteriza și sonda crusta de gheață a Europei care se extinde de la suprafață la oceanul intern, și a detecta potențialele buzunare de apă din interior. Acest instrument va fi construit de JPL. - Investigator principal: Donald Blankenship, Universitatea din Texas, Austin |
| Interior Characterization of Europa using Magnetometry          | ICEMAG       | ICEMAG a fost anulat din cauza depășirii costurilor. Va fi înlocuit cu un magnetometru mai simplu. |
| Plasma Instrument for Magnetic Sounding                         | PIMS         | Instrumentul cu plasmă pentru sonorizare magnetică măsoară plasma care înconjoară Europa pentru a caracteriza câmpurile magnetice generate de curenții plasmatici. În combinație cu un magnetometru este esențial pentru determinarea grosimii stratului de gheață a Europei, adâncimea oceanului și salinitatea. PIMS va analiza, de asemenea, mecanismele responsabile de intemperii și de eliberare a materialelor de pe suprafața Europei în atmosferă și ionosferă și va înțelege modul în care Europa influențează mediul său spațial local și magnetosfera lui Jupiter. - Investigator principal: Joseph Westlake, Laboratorul de Fizică Aplicată                                               |
| Mass Spectrometer for Planetary Exploration                     | MASPEX       | Spectrometrul va determina compoziția oceanului de suprafață și sub-suprafață prin măsurarea atmosferei extrem de rarefiată a Europei și a oricăror materiale de suprafață evacuate în spațiu. - Investigator principal: Jack Waite, Southwest Research Institute |
| SUrface Dust Analyzer                                           | SUDA         | Analizatorul de praf SUDA este un spectrometru de masă care va măsura compoziția particulelor solide mici evacuate din Europa și oferă posibilitatea de a studia eșantioane de suprafață și jeturi în timpul survolurilor de joasă altitudine. Instrumentul este capabil să identifice urme de compuși organici și anorganici în gheața ejectată. - Investigator principal: Sascha Kempf, Universitatea Colorado Boulder |